# Antonio Amorosi

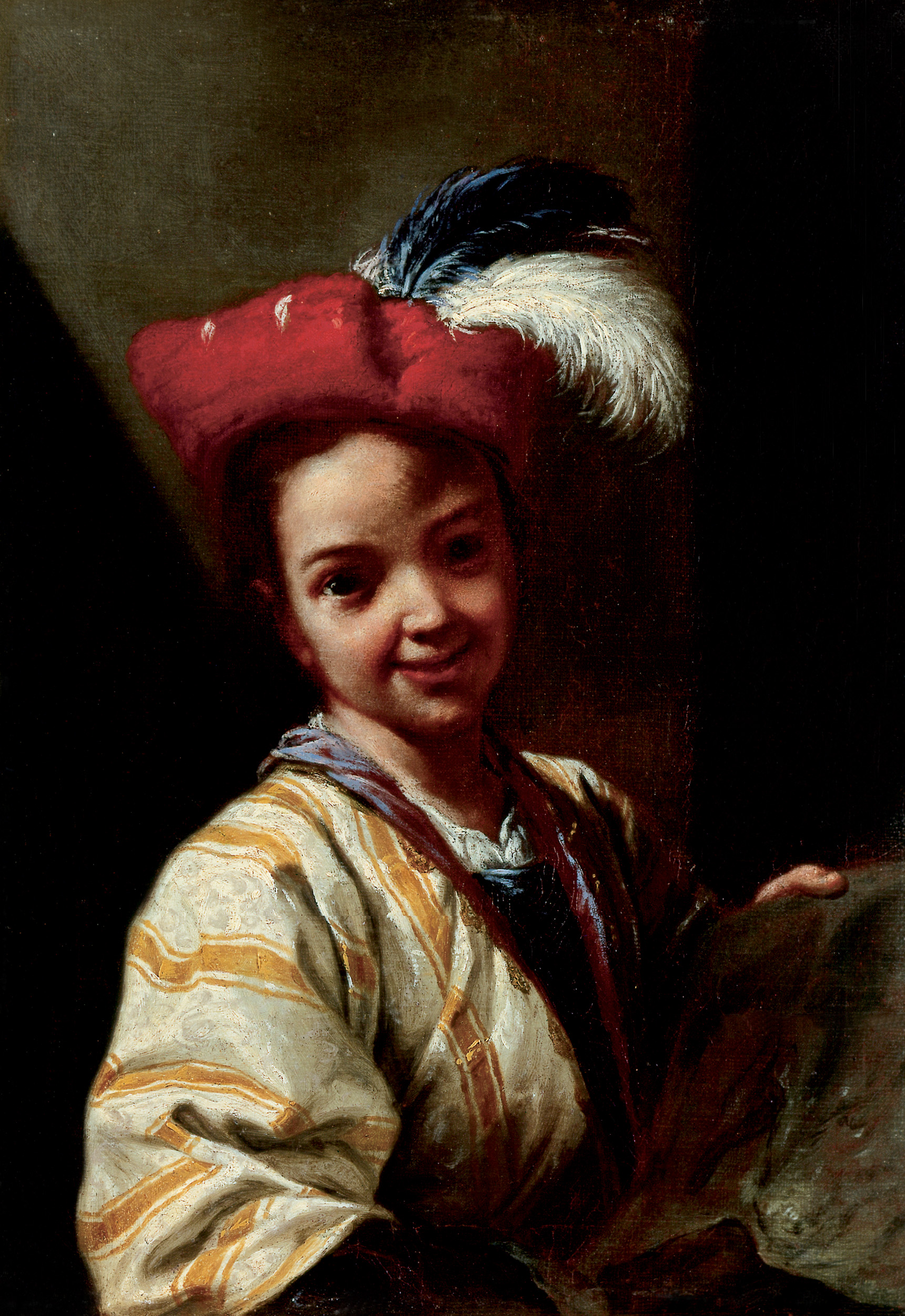
Niño con un dibujo, óleo sobre lienzo, 45 x 32,5 cm. Estiria (Austria), Landesmuseum Joanneum.

Antonio Amorosi (1660-1738) fue un pintor tardo-barroco italiano, activo en Ascoli Piceno y Roma, conocido por sus escenas de género.

## Biografía
Nacido en Comunanza, en 1668 se trasladó a Roma con intención de formarse como  sacerdote, pero su encuentro en 1676 con Giuseppe Ghezzi y su interés por el arte le llevaron a cambiar de planes, entrando en el taller del maestro con el que iba a permanecer por espacio de once años.  Hacia 1690 se estableció como pintor independiente, firmando y fechando en dicho año la primera obra que de él se conoce: el Retrato del niño Filippo Ricci, actualmente en colección privada de Nueva York. 
En 1699 realizó en el Palazzo Comunale de Civitavecchia las pinturas al fresco que representaban al Papa Inocencio III recibiendo a los magistrados de la ciudad y la Virgen con san Fermo, destruidas en 1944. En 1702 y para la iglesia de Santa Maria della Morte de la misma ciudad pintó San Gregorio y las almas del Purgatorio, pintura de altar en la que se aprecian deudas con el arte de Carlo Maratta, y Santa Ana, santo Domingo y san Juan Bautista.
Fue, según parece, el IV duque de Uceda, embajador de España en Roma, el primero en encargarle pinturas de género al modo de los bamboccianti, estimulando en el pintor el gusto por las escenas populares que constituirán hasta su muerte un componente fundamental de su producción, muy estimado por una clientela de clase alta en su mayor parte perteneciente a la aristocracia romana. Fue también gracias a esta faceta de su pintura como entró en contacto y trabó amistad con el historiador del arte Lione Pascoli, quien más adelante sería su primer biógrafo. 
Esta dedicación a la pintura de género no le impidió continuar trabajando para las iglesias romanas, conservándose de su dedicación a la pintura religiosa, entre otros, los retablos dedicados a San Gregorio Nacianceno en la iglesia de San Biagio y La Gloria de san Bernardo en San Bernardino ai Monti, una de sus últimas obras.  
Según Pascoli, Amorosi fue también un hábil copista de los artistas del Renacimiento y restaurador. Su hijo Filippo colaboró con él en su taller y fue también pintor de escenas de género. Sus pinturas populares, por la afinidad en los temas tratados, se han confundido con frecuencia con las del pintor danés Eberhard Keil, llamado en Italia Monsù Bernardo. 